# Séminaire provincial de Lyon Saint-Irénée
Ne doit pas être confondu avec Séminaire Saint-Irénée (Sainte-Foy-lès-Lyon).
Le séminaire provincial de Lyon Saint-Irénée est un établissement de formation pour futurs prêtres catholiques.
Fondé en 1669, le séminaire Saint Irénée a déménagé plusieurs fois. En 2010, les séminaristes et leurs formateurs quittent le Séminaire Saint-Irénée (Sainte-Foy-lès-Lyon) pour s'installer sur la colline de Fourvière. Le séminaire accueille actuellement une trentaine de séminaristes pour les diocèses de la province ecclésiastique de Lyon.

## Historique
Entre 1617 et 1659, quatre essais successifs de séminaire ont lieu, puis aboutissent en 1659 à la création du séminaire Saint-Irénée.
Le 6 décembre 1659, trois prêtres du séminaire Saint-Sulpice de Paris sont envoyés à Lyon pour administrer le séminaire Saint-Irénée de Lyon. Accueillis dans un premier temps, en 1659, sur la paroisse Saint-Michel d’Ainay, les prêtres sulpiciens établissent en 1662 leur séminaire à l’angle Nord de la montée Saint-Barthélemy et de la montée du Garillan.
La fondation officielle a lieu le 31 octobre 1663 par décret de l’archevêque de Lyon, Camille de Neuville. Placé sous la direction des prêtres sulpiciens, le séminaire forme des prêtres et leur fournit une instruction en philosophie, théologie dogmatique et théologie morale : conformément aux consignes du concile de Trente. L’équipe de formation est composée d’un supérieur M. d'Hurtevent et d’une petite dizaine de directeurs.
Le séminaire Saint-Irénée est reconnu par des lettres patentes signées par Louis XIV le 14 août 1665.
Le séminaire peut accueillir une trentaine de séminaristes, mais le bâtiment devient trop petit pour la communauté grandissante.

### La Croix-Paquet
Le séminaire s'installe en 1669 sur le lieu-dit "La Croix-Paquet", au quartier Saint-Clair, au bas de la colline de la Croix-Rousse regardant le Rhône. La maison, située à cinq-cent mètres environ à l’est de l’amphithéâtre des Trois Gaules, à l’angle Nord-Est de la place Croix-Paquet et de la montée Saint-Sébastien, appartenait auparavant à la famille de Guillaume Deschamps. Des travaux sont entrepris pour construire une chapelle et adapter le bâtiment à la vie du séminaire.
Le séminaire Saint-Irénée devient donc pendant deux siècles le lieu de formation des séminaristes. Il permet aux archevêques de Lyon de s’assurer de la formation intellectuelle et de l'intégrité morale du clergé lyonnais, afin de mener à bien leur mission pastorale.

### Saint-Just
Le bâtiment, bien que souvent réaménagé, devient petit à petit trop étroit, insalubre et incommode. Dès 1835, on se met à la recherche d’un autre emplacement. Le cardinal Louis de Bonald demande en 1843 la construction d'un nouveau bâtiment pour le séminaire, sur la colline de Saint-Just, tout près de l’église du même nom. Après des années de préparatifs longs et laborieux, le chantier commence en 1855, sous la conduite de l’architecte Tony Desjardins et les séminaristes emménagent à la rentrée 1859 dans un bâtiment encore inachevé.[réf. nécessaire]
Actuellement le lycée de Saint-Just est installé dans ces bâtiments.

### Sainte Foy - Francheville
En 1902-1903, le séminaire de philosophie est construit à Sainte Foy - Francheville, sur le terrain d’une maison de campagne, appartenant à des fonds privés. Ce nouvel édifice, construit sur les plans de Louis Jean Sainte-Marie-Perrin, est béni le 11 octobre 1903 par le cardinal Couillé. M. Verdier en fût le premier supérieur, de 1903 à 1905.[réf. nécessaire]
En 1905, la loi de séparation des Églises et de l'État contraint les séminaristes de théologie à quitter Saint-Just et à intégrer le séminaire de philosophie de Sainte-Foy. La maison fut rebaptisée « École supérieure de théologie ». Un nouveau séminaire de philosophie fut construit à côté de l’ancien. On eut ainsi côte à côte le "grand séminaire Saint-Irénée" et le séminaire de philosophie Saint-Joseph.
Dans un contexte de crise des vocations, la diminution du nombre des séminaristes conduit à la jonction des deux séminaires, qui devint le séminaire interdiocésain Saint-Irénée en 1972. Le séminaire Saint-Irénée commence à accueillir les séminaristes des diocèses voisins dès la fin des années 1960.
Du 4 au 7 octobre 1986, lors de sa visite apostolique, le pape Jean-Paul II séjourne dans cette maison.

### Le séminaire universitaire
Parallèlement, en 1875, l’université catholique de Lyon est fondée, au sein de laquelle, en 1878, le cardinal Caverot crée l’École supérieure de théologie qui deviendra, en 1886, faculté. Le séminaire universitaire est fondé. En 1933, le cardinal Verdier donne des instructions pour créer un séminaire qui n’accueillera que des séminaristes de théologie. Le nouveau séminaire universitaire qui se situe rue Sainte-Hélène dépend de l’archevêque de Lyon, du chancelier de l’université et du supérieur général de Saint Sulpice. En 1942, on crée un séminaire de philosophie au sein du séminaire universitaire.
En 1978, faute de séminaristes, le séminaire universitaire ferme ses portes et on crée une section universitaire au séminaire Saint-Irénée. Il les rouvre en 1986, grâce au cardinal Decourtray, et est installé place Abbé-Larue, jusqu’en 2004, où il fusionne, par une décision des évêques de la province de Lyon, avec le séminaire Saint-Irénée[réf. nécessaire].

### Le séminaire provincial de Lyon Saint-Irénée
En 2005, le cardinal Barbarin retire la direction du séminaire à la Compagnie Saint-Sulpice et commence une réflexion sur un éventuel déménagement du Séminaire : à cause du nombre de séminaristes en baisse et pour repenser la formation[réf. nécessaire].
Le séminaire Saint Irénée de Sainte Foy-Francheville est vendu à un promoteur immobilier en 2008, pour en faire des logements individuels. Après deux années de transition à la Maison diocésaine de Lyon, pour la durée des travaux, les séminaristes s'installent dans leur nouveau séminaire, situé 4 Place de Fourvière, dans l'ancien foyer Parchet, un foyer d’étudiantes tenu par les religieuses de Jésus-Marie.
Les évêques de la province de Lyon travaillent à de nouveaux statuts qui sont proposés, amendés et enfin promulgués par la Congrégation pour l'éducation catholique, le 28 avril 2009. Naît le séminaire provincial de Lyon – Saint-Irénée sous la responsabilité directe de l’archevêque de Lyon, en lien avec les autres év^ques de la province. Le nouveau séminaire est béni et inauguré le 18 septembre 2010.

## Formation
La formation des séminaristes repose sur quatre dimensions : intellectuelle, spirituelle, pastorale et humaine. Elle est fondée sur la ratio fondamentalis c'est-à-dire les orientations données par le Saint-Siège. La formation se divise en deux temps : un premier cycle appelé “formation de disciple missionnaire” qui contient essentiellement des études de philosophie et un second cycle de “configuration au Christ Pasteur”, qui contient surtout des cours de théologie, mais aussi d'histoire et de langues (latin, grec, hébreu).
Les enseignants sont des prêtres et des laïcs. À partir du deuxième cycle, les séminaristes suivent des cours à la faculté de théologie de l'université catholique de Lyon.
Pour étudier au séminaire, il faut d’abord faire une année de propédeutique, ou année de fondement spirituel, qui permet de discerner sa vocation et de se préparer à entrer au séminaire (vie de prière, cours, vie en communauté, service auprès de personnes en situation de fragilité). La maison de propédeutique de la province de Lyon est la Maison Saint François de Sales, située à Paray-le-Monial (71600),.
Après une année de ministère diaconal, le candidat est ordonné prêtre. La cérémonie de l’ordination est présidée par l’évêque. Au séminaire Saint-Irénée, la plupart des séminaristes sont en formation pour devenir prêtres diocésains, c’est-à-dire en mission pour un diocèse qu’ils serviront toute leur vie. Les prêtres diocésains reçoivent une mission dans une paroisse en particulier, pour une durée indéterminée (entre trois ans et une dizaine d’années en général).
Le séminaire possède une bibliothèque de théologie et d’exégèse de 40 000 volumes ainsi qu’un fonds ancien. Une partie des livres confisqués pendant la révolution est actuellement conservée à la bibliothèque municipale de Lyon.[réf. nécessaire]

## Supérieurs du séminaire Saint-Irénée
- M. d’Hurtevent (1669-1772)
- M. Maillard (1672-1696)
- M. Rigoley (1696-1721)
- M. de Vaugimois (1721-1758)
- M. Visse (1758-1762)
- M. Denavit (1762-1782)
- M. de la Garde (1782-1784)
- M. Gazaniol (1784-1791)

Interruption du Séminaire Saint-Irénée (1791-1801)
- M. Jeuné (1926-1945)
- M. Girard Pierre (1945-1952)
- M. Morel Jean (1952-1954)
- M. Basseville Joseph (1954-1969)
- M. Bony Paul (1969-1980)
- M. Vicard Robert (1977-1980)
- P. Poulain Gastion (1980-1985)
- P. Chauviré Jean (p.s.s.) (1985-1993)
- P. Lorin Bernard (p.s.s.) (1993-2001)
- P. Charles Bonnet (sulpicien) (2001-2005)
- P. Jean-Sébastien Tuloup (2005-2012)
- P. Luc Gindre (2012-2016)
- P. Grégoire Kornprobst (2016-...)